# Hydromantes shastae
Espèce
Statut de conservation UICN

 VU D2 : Vulnérable
Hydromantes shastae  est une espèce d'urodèles de la famille des Plethodontidae.

## Répartition
Cette espèce est endémique de Californie aux États-Unis. Elle se rencontre entre 300 et 910 m d'altitude dans le comté de Shasta.

## Étymologie
Cette espèce est nommée en référence au lieu de sa découverte, le comté de Shasta.

## Publication originale
- Gorman & Camp, 1953 : A new cave species of salamander of the genus Hydromantes from California, with notes on habits and habitat. Copeia, vol. 1953, p. 39-43.